# Milan Lalkovič
Milan Lalkovič (* 9. Dezember 1992 in Košice) ist ein slowakischer Fußballspieler. Der Stürmer wurde im August 2011 für einen Monat zum englischen Zweitligisten Doncaster Rovers ausgeliehen.

## Vereinskarriere
Lalkovič spielte in seiner Jugend zunächst für MFK Košice. In einem U-15-Auswahlspiel der Slowakei gegen Ungarn erzielte er ein Tor und gab drei Torvorlagen. Daraufhin wurden die Verantwortlichen mehrerer europäischer Spitzenvereine auf ihn aufmerksam. Seit Juli 2007 ist er in die Jugendarbeit von FC Chelsea eingebunden. Lalkovič unterschrieb am 1. Juli 2010 einen Drei-Jahres-Profivertrag beim FC Chelsea. Im Sommer 2011 spielte er zweimal in Vorbereitungsspielen für die erste Mannschaft von FC Chelsea. Lalkovič wurde von August bis November 2011 zum englischen Zweitligisten Doncaster Rovers ausgeliehen, sein Debüt in der Football League Championship gab er am 20. August 2011. Im Frühjahr 2012 folgte von Februar bis Mai eine weitere Ausleihe, diesmal zum niederländischen Erstligisten ADO Den Haag.

## Nationalmannschaft
Lalkovič spielt regelmäßig in Juniorenauswahlen der Slowakei. Sein Debüt für die slowakische U-21 gab er am 8. Februar 2011 im Freundschaftsspiel gegen Frankreich, er wurde in 57. Minute eingewechselt.